# Pyszno (Litwa)
Pyszno (lit. Pyšna) – kolonia na Litwie, w okręgu wileńskim, w rejonie wileńskim, w gminie Rudomino, przy drodze magistralnej A15.

## Historia
W dwudziestoleciu międzywojennym folwark leżący w Polsce, w województwie wileńskim, w powiecie wileńsko-trockim, w gminie Rudomino. W 1931 miejscowość liczyła 12 mieszkańców, zamieszkałych w 1 budynku.
Po II wojnie światowej w granicach Związku Sowieckiego. Od 1991 na niepodległej Litwie.